# Wolfgang Bergmann (Pädagoge)

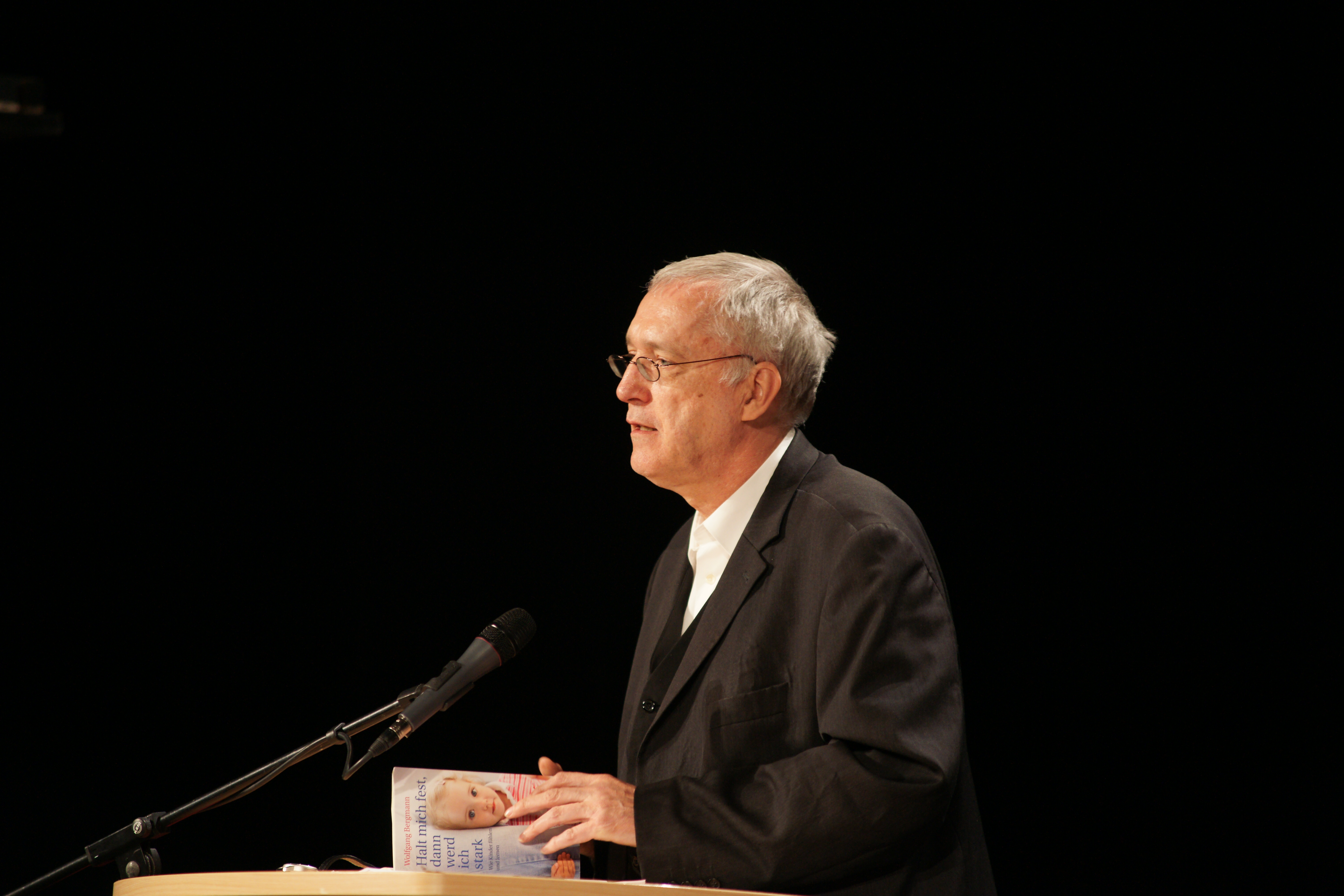
Wolfgang Bergmann, 2009

Wolfgang Bergmann (* 21. Oktober 1944 in Lemgo; † 18. Mai 2011 in Hannover) war ein deutscher Pädagoge, Familientherapeut, Journalist und Medienmanager.

## Leben
Bergmann musste ein Jahr vor dem Abitur das Gymnasium verlassen, machte ein Volontariat bei der Freien Presse, Bielefeld, und danach das Abitur. Ein Studium der Erziehungswissenschaften in Berlin schloss er an. Als Mitbegründer einer freien Kindertagesstätte und Vater setzte er das Gelernte in Praxis um. Beruflich machte er zunächst Karriere im Medien- und Verlagssektor, war Chefredakteur der Deutschen Lehrer Zeitung und Mitherausgeber der Buchreihe „Tumult“ sowie Manager im Bertelsmann-Konzern und im Pädagogik-Fachverlag Beltz & Gelberg.
Wolfgang Bergmann war Diplom-Pädagoge und Leiter einer Praxis für Kinder- und Jugendtherapie, des Instituts für Kinderpsychologie und Lerntherapie in Hannover, welche er 1995 nach einer familientherapeutischen Zusatzausbildung eröffnete. Im Jahr 2008 wurde das Insolvenzverfahren über das Vermögen des Instituts eröffnet.
Bergmann gehörte zum Kreis der Kinder- und Familien-Wissenschaftler und Praktiker in Deutschland. Er war Mitglied des internationalen Expertenbeirats für das Projekt Art & Sciences des Wissenschaftszentrums Wien, einem Verein, der sich im Rahmen der Prüfung durch das Kontrollamt der Stadt Wien im Jahr 2007 freiwillig auflöste.
Das Leben in einer von Medien geprägten Welt und der Wandel der Familienstrukturen sowie ein reformpädagogischer Begriff von Disziplin und Autorität gehörten zu seinen Hauptthemen. Er besetzte in der öffentlichen Debatte eine Gegenposition zu Michael Winterhoff und Bernhard Bueb, die mit ihren Büchern seinem Verständnis nach die Forderung nach mehr Disziplinierung und Gehorsam erheben. Im Umgang mit den „neuen Kindern“ setzte der Autor auf Gelassenheit, Ordnung und das, was er „gute Autorität“ nannte.
Bergmann war Vater dreier Kinder und lebte von seiner Ehefrau getrennt. 2010 wurde bei ihm ein unheilbarer Knochenkrebs diagnostiziert. Im September 2010 gründete Wolfgang Bergmann die Stiftungsinitiative „Für Kinder“, heute Stiftung Zu-Wendung für Kinder. Sein Wunsch war, dass nach seinem Ableben seine Arbeiten weitergetragen und umgesetzt werden. Wolfgang Bergmann erlag in der Nacht vom 18. auf den 19. Mai 2011 seinem Krebsleiden.

## Schriften
- Lasst eure Kinder in Ruhe!: Gegen den Förderwahn in der Erziehung. Kösel-Verlag, München 2011.
- Halt mich fest, dann werd ich stark: Wie Kinder fühlen und lernen. Pattloch, Augsburg 2010
- Geheimnisvoll wie der Himmel sind die Kinder – Was Eltern von Jesus lernen können. Kösel-Verlag, München 2010.
- Warum unsere Kinder ein Glück sind: So gelingt Erziehung heute. Beltz, Weinheim 2009.
- Computersüchtig: Kinder im Sog der modernen Medien. Beltz, Weinheim 2008. (mit Gerald Hüther)
- Kleine Jungs – große Not: Wie wir ihnen Halt geben. Beltz, Weinheim 2008.
- Gute Autorität: Grundsätze einer zeitgemäßen Erziehung. Beltz, Weinheim 2008.
- Disziplin ohne Angst: Wie wir den Respekt unserer Kinder gewinnen und ihr Vertrauen nicht verlieren. Beltz, Weinheim 2007.
- Die Kunst der Elternliebe. Beltz, Weinheim 2006.
- Das Drama des modernen Kindes: Hyperaktivität, Magersucht, Selbstverletzung. Beltz, Weinheim 2006.